# Mellanberg, Nacka kommun

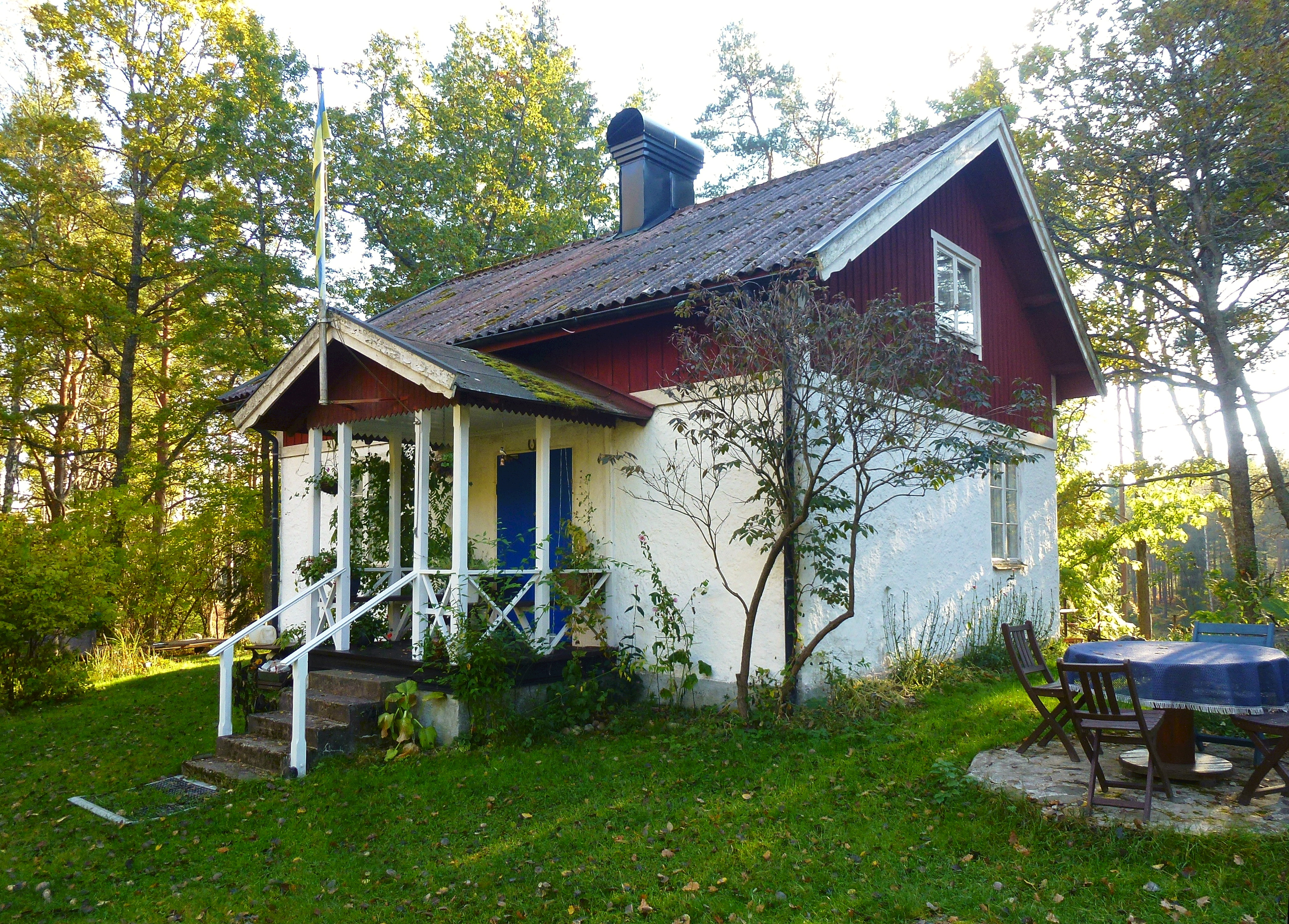
Fritidshuset Mellanberg 2015.

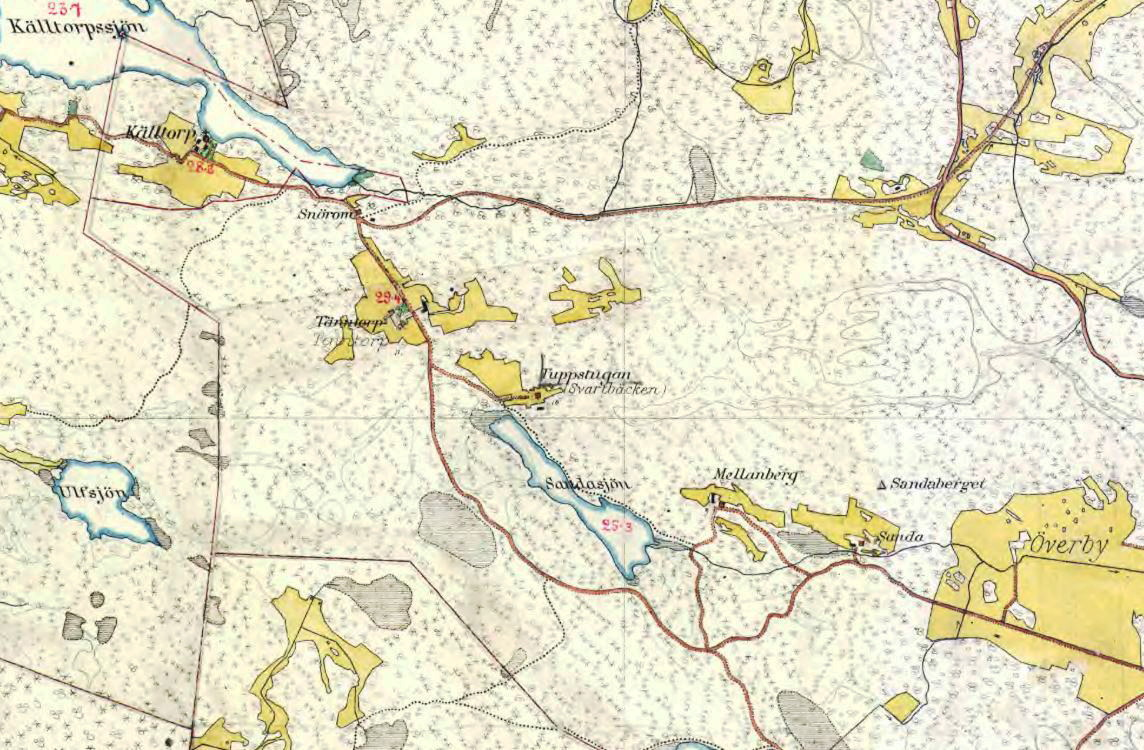
Mellanberg och Sanda 1901.

Mellanberg var ett tidigare dagsverkstorp beläget öster om Sandsjön i nuvarande Nacka kommun. Dagens byggnad uppfördes på 1910-talet som torp under godset Erstavik.

## Historik
Det urspringliga torpet anlades 1735 i en trakt som kallas Hmillan Bergen (mellan bergen) på en karta från 1722. Därmed avses Sandabäckens bördiga dalgång som gjorde Erstavik till ett framgångsrikt jordbruk. I jordeboken från 1736 upptas Mellanberg som ett av tio rå- och rörshemman under Erstavik. Närmaste granne i öster är torpet Sanda som redan nämns skriftligt år 1501.
Mellanberg beskrivs i en torpsyn från 1776 enligt följande: ”Stuga, förstuga och comtoir (förråd, skafferi), 6,25 x 5 meter. Taket täckt med näver och torv.”  I linje med detta hus fanns en äldre stuga som var ”någorlunda behållen” och nyttjades som bod. 1896 års torpsyn beskriver Mellanbergs huvudbyggnad med ungefär samma utseende som nuvarande hus som byggdes på 1910-talet. Det har en putsad fasad med panelad vindsvåning och innehåller två rum och kök och hyrs ut av Erstavik som fritidshus.